# Gotham Awards
Gotham Independent Film Awards jsou americké filmové ceny, které se každoročně předávají nezávislým filmům na ceremoniálu, konajícím se v New Yorku. „Gotham“ je první přezdívka města, kterou jí dal Washington Irving v čísle magazínu Salmagundi (1807). Ceny uděluje Projekt nezávislých filmových tvůrců (anglická zkratka IFE), největší členské organizace ve Spojených státech věnující se nezávislým filmům. Byla založena v roce 1979 a ceny se začaly předávat v roce 1991, aby uctily filmy vytvořené na Severovýchodě Spojených států amerických.

## Ocenění

### Aktuální kategorie
- Tribute Award (Speciální ocenění), od roku 1991
- Cena Binghama Raye pro objev roku v oblasti režie (do roku 2002 předáváno jako Open Palm Award, mezi lety 2003 až 2012 jako Režisérský objev)
- Objev roku, od roku 1998
- Nejlepší film, od roku 2004
- Ocenění publika, od roku 2010
- Grant pro ženské filmařky „Žij si svůj sen“, od roku 2011
- Nejlepší mužský herecký výkon, od roku 2013
- Nejlepší ženský herecký výkon, od roku 2013
- Speciální ocenění poroty pro obsazení filmu, od roku 2014
- Nejlepší scénář, od roku 2015
- Objev roku - seriál (dlouhá forma), od roku 2015
- Objev roku - seriál (krátká forma), od roku 2015
- Ocenění za uznání, od roku 2015
- Vytvořeno v New Yorku, od roku 2012

## Ceremoniály
1. 1991
2. 1992
3. 1993
4. 1994
5. 1995
6. 1996
7. 1997
8. 1998
9. 1999
10. 2000
11. 2001
12. 2002
13. 2003
14. 2004
15. 2005
16. 2006
17. 2007
18. 2008
19. 2009
20. 2010
21. 2011
22. 2012
23. 2013
24. 2014
25. 2015
26. 2016
27. 2017
28. 2018